# Gennemvokset
Planters blade siges at være gennemvoksede, når bladpladerne er sammenvoksede uden om stænglen. Eksempler på dette ses f.eks. hos Ægte Kaprifolie (Lonicera caprifolium) og hos Lundgylden (Smyrnium perfoliatum). Desuden har visse Eukalyptus (en australsk træslægt af Myrte-familien (Myrtaceae)) gennemvoksede blade.
Fysiologisk og sundhedsmæssigt har det i hvert fald ingen betydning, men det vides ikke, om det kan være forbundet med en økologisk fordel for planterne, når de har gennemvoksede blade.